# Пергер, Рихард фон
Рихард фон Пергер (нем. Richard von Perger; 10 января 1854, Вена — 11 января 1911, Вена) — австрийский композитор, дирижёр и музыкальный педагог. Сын художника Антона фон Пергера, брат химика Хуго фон Пергера.
C 1870 года учился игре на виолончели у Франца Шмидтлера, затем изучал композицию под руководством Леопольда Цельнера. В 1878 году принимал участие в боснийской военной кампании австрийских войск. По возвращении в Вену вошёл в ближайшее окружение Иоганнеса Брамса, по рекомендации жюри в составе Брамса, Эдуарда Ганслика и Карла Гольдмарка получил ряд государственных стипендий; утверждается, что в 1880—1882 гг. фон Пергер брал у Брамса уроки композиции, но достоверно это неизвестно (позднее фон Пергер произнёс речь на похоронах Брамса и дирижировал траурным концертом).
Затем работал в Нидерландах, в 1890 г. возглавил консерваторию в Роттердаме, что вызвало недоумение местной прессы. Проработав в Роттердаме пять лет, вернулся в Австрию, дирижировал концертами Общества друзей музыки, в 1899—1907 гг. возглавлял Венскую консерваторию. Одновременно в 1899—1901 гг. был одним из дирижёров Венского мужского хора. В 1908 году опубликовал биографию Брамса, затем работал над книгой по истории Общества друзей музыки: доведённая до 1870 года, эта книга вышла посмертно в 1912 году (второй том, с 1870 по 1912 год, написал после смерти фон Пергера Роберт Хиршфельд).
Фон Пергеру принадлежат комическая опера «Синьор Формика» (1879, по одноимённому рассказу Э. Т. А. Гофмана), зингшпиль «Четырнадцать помощников» (нем. Die vierzehn Nothelfer; 1883), опера «Гранадский судья» (нем. Der Richter von Granada; 1889), «драматическая сказка» «Стальной за́мок» (нем. Das stählerne Schloß; 1904, по одноимённому рассказу Рудольфа Баумбаха), концерт для скрипки с оркестром (1894), серенада для виолончели и струнных (1891), многочисленные камерные ансамбли, песни.